# 瘋狂亞洲富豪 (小說)
《瘋狂亞洲富豪》（英語：Crazy Rich Asians）是美籍新加坡裔作家关凯文於2013年所出版的一本小說。关凯文表示，他寫小說的意圖是“向北美觀眾介紹當代亞洲”。他說這部小說是基于他自己孩提時代在新加坡的印象。這本書出版後成为畅销书，随后出版的两部续集中，分別是2015年的《中国富女友》與2017年的《富人問題一籮筐》。以這部小說改編的電影《瘋狂亞洲富豪》自2018年8月15日于美國上映。
本小說的下集為《中國富女友》。